# Золотий стандарт

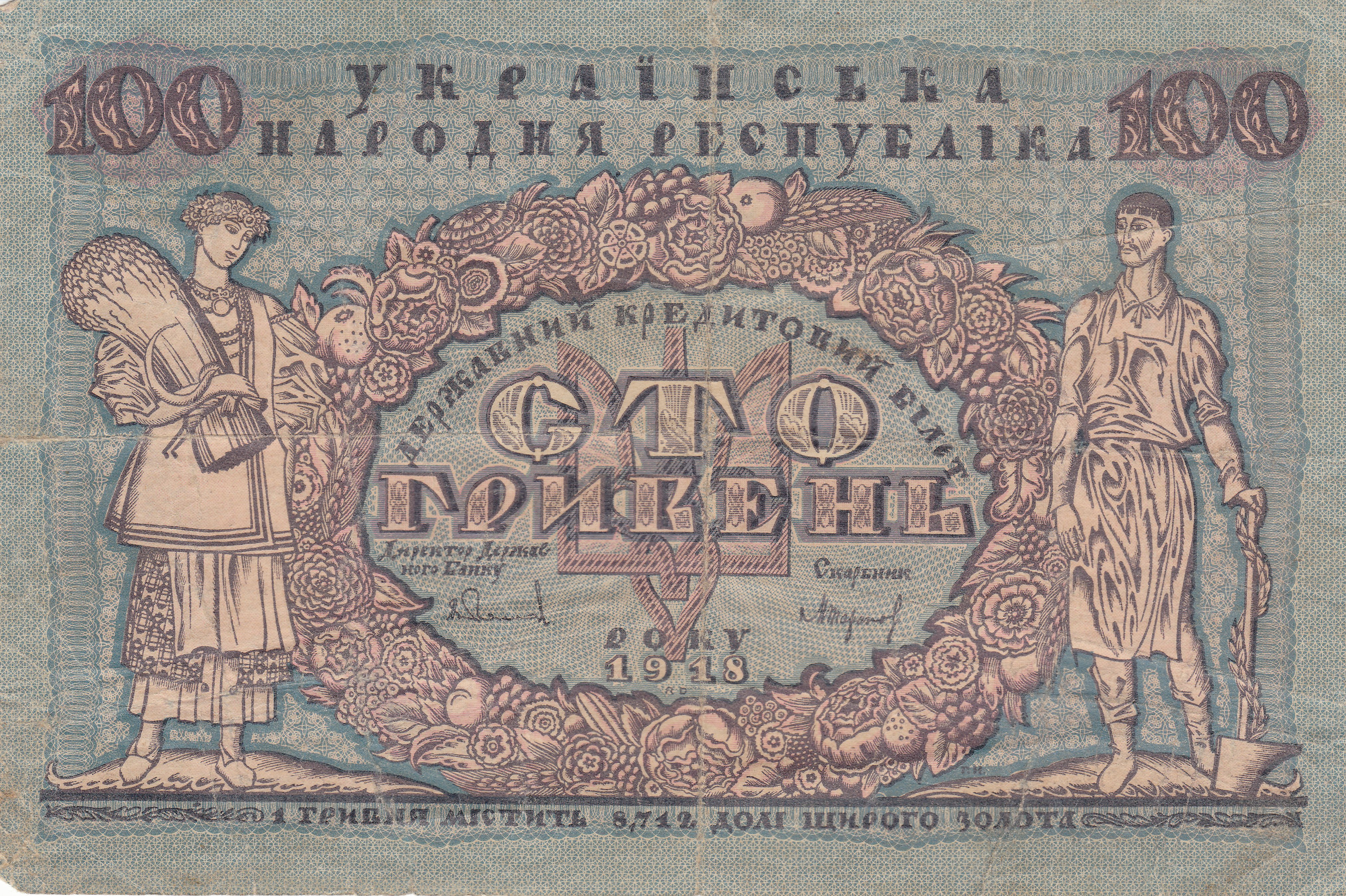
100 гривень Української Народної Республіки, 1918 рік. 1 гривня була рівна 8,712 долі щирого золота (1 доля = 0,044 г золота)

Золоти́й станда́рт — грошова система, яка ґрунтується на золоті. Держава гарантує забезпечення золотом випущених в обіг грошей і встановлює тверду й незмінну відповідність національної грошової одиниці певній (чітко визначеній) кількості золота. Золотий стандарт переважав у фінансових системах європейських країн у другій половині 19 та на початку 20 століття. Втім, слід зазначити, що лише Британська імперія дійсно володіла запасом золота, достатнім для забезпечення усієї грошової маси своєї валюти (фунта стерлінгів), в інших європейських країнах валюта насправді була забезпечена золотом лише частково, хоч ця частка зазвичай була досить значна — понад половину.

## Історія
Більш ранні грошові системи базувалися на бронзі, а пізніше на сріблі (Срібний стандарт). Чистий срібний стандарт існував в Центральній Європі у VIII—XIV століттях. Зі збільшенням обсягу торговельних операцій як засіб платежу дедалі частіше стали застосовувати золото. З XV століття встановився біметалізм з фіксованим обміном срібла на золото. Через поступові зміни вартості металів обмінний курс доводилося переглядати. Проте відмовитися від біметалізму заважала необхідність мати срібну дрібну розмінну монету. Усунути цю перешкоду вдалося лише в XIX столітті з переходом на паперові гроші та монети з недорогоцінних металів.
Основні причини вибору саме золота як стандартної грошової одиниці:
- відносна висока вартість
- довговічність, незмінність при зберіганні
- подільність і об'єднуваність
- можливість ідентифікації за кольором, вагою, мірою ковкості, акустичними властивостями.

Це сприяло тому, що вже в античних державах саме золото використовувалося як гроші.
Поступово від безпосереднього використання золота стали відмовлятися. Основні причини:
- неможливість швидкої додаткової емісії відповідно до потреб грошового обігу. При зростанні товарообігу для його обслуговування зростає потреба у грошовій масі.
- транспортування золота, особливо великої кількості, є технічно важкою і дорогою справою (золото має велику питому вагу і потрібно забезпечити належну охорону)
- втрата золотих монет призводила до порушення балансу грошового обігу і для його відновлення була потрібна нова аналогічна кількість золота
- можливість виготовлення монет зі сплавів золота, природний знос монет призводили до порушення коефіцієнтів обміну

Поява паперових грошей вирішувала саме ці завдання. Золото зберігалося в одному місці й суворо охоронялося. Паперові гроші були, по суті, сертифікатом, який надавав його власнику право вимоги. Розраховуючись один з одним паперовими грошима, люди передавали право власності на певну кількість золота без передачі самого золота. Це було набагато зручніше і безпечніше. Згодом паперові гроші стали також використовуватися урядами для того, щоб контролювати фінансову діяльність на своїй території.
Скасування прив'язки валюти до золота уможливило відносно довільну грошову емісію. За надлишку грошей в економіці починається зростання цін (інфляція). Приміром, тройська унція золота за кілька десятків років піднялася в ціні від 40 до 1000 доларів.
Австрійська школа економіки вважає відміну золотого стандарту головною причиною економічних криз. Головною особливістю теорії грошей Австрійської школи є розподіл грошей на грошові сертифікати (забезпечені гроші) та фідуціарні засоби (гроші, які не мають забезпечення).[джерело?]

## У США
2 квітня 1792 року Конгресом США прийнятий Акт про заснування монетного двору та регулювання карбування монет у США, яким засновано Бюро монетного двору США, визначено стандарти офіційного карбування монет у версіях із золота, срібла та недорогоцінних металів, номінали та монетний паритет золота до срібла як 1:15. Першими викарбуваними монетами стали дрібні гроші: півценти, центи, пізніше півдайми, дайми, квартери, півдолари. 15 жовтня 1794 року на Філадельфійському монетному дворі викарбувано першу партію повноцінних срібних монет з номіналом у один долар та дизайном «Розпущене волосся», наступного року — золоті монети номіналом у 5 «піворлів» та 10 доларів «орлів», через рік — 2,5 долари «чверть орла». Проте американські металеві долари та центи залишалися в обігу менш поширеними, ніж іспанські долари та реали (⅛ долара) через їх високу якість та довіру до них як до міжнародної валюти, доки іноземну валюту не було демонетизовано 21 лютого 1857 року Актом про іноземні монети та карбування центів на Монетному дворі США.
Під час Громадянської війни в США через дефіцит золота та срібла, які стали використовуватися лише як засіб збереження вартості та у міжнародній торгівлі, виникла необхідність у загальнофедеральних паперових грошах, які б стали основним засобом внутрішніх розрахунків у США. 25 лютого 1862 року Конгрес США прийняв Акт про дозвіл випуску банкнот США, їх викуп або фінансування, а також фінансування плаваючого боргу США, який дозволив уряду друкувати паперові гроші, щоб забезпечити фінансові ресурси для війни, оскільки традиційні джерела фінансування були обмежені. Однак, через надмірну емісію паперові гроші не мали прямого забезпечення золотом чи сріблом, а їхня вартість була підтримана державними гарантіями та зобов'язаннями уряду погасити їх у майбутньому.
14 січня 1875 року федеральна влада прийняла Акт про відновлення платежів у металевій валюті, який зобов'язував Міністерство фінансів США обмінювати паперові гроші на золото за номінальною вартістю, починаючи з 1 січня 1879 року.
14 березня 1900 року парламент США прийняв Акт про визначення та встановлення стандарту вартості, підтримку паритету всіх форм грошей, випущених або карбованих США, рефінансування державного боргу та інші цілі, який закріпив золото єдиним стандартом для погашення паперових грошей США, припинивши систему біметалізму, яка дозволяла вільний обмін срібла. Випущені Сполученими Штатами Америки долари забезпечувалися золотом за фіксованим обмінним курсом 23,22 грана (або 1,5046 грама) золота 999-ї проби за одиницю, що відповідало приблизно $20,67 за тройську унцію (або 31,1035 грам) золота. Для забезпечення можливості обміну банкнот на золото по вимозі законодавчим актом також створено золотий резерв в розмірі $150 млн (близько 225,7 тонни золота), який зберігався казначейством США в різних місцях країни, включаючи монетні двори та сховища.
23 грудня 1913 року законодавчий орган прийняв Акт про створення федеральних резервних банків, забезпечення еластичної валюти, надання засобів для рефінансування комерційних паперів, встановлення ефективнішого нагляду за банківською системою в США та інших цілей, яким стандартизовано систему грошової емісії в США шляхом створення Федеральної резервної системи та започатковано процес повного витіснення різних типів банкнот, таких як Банкноти Сполучених Штатів (1862–1971), Банкноти Національного Банку (1875–1935) тощо, новими Банкнотами Федерального Резерву.
Під час Першої світової війни США тимчасово відмовилися від золотого стандарту аби забезпечити необмежену емісію грошей та вільне фінансування військових витрат.

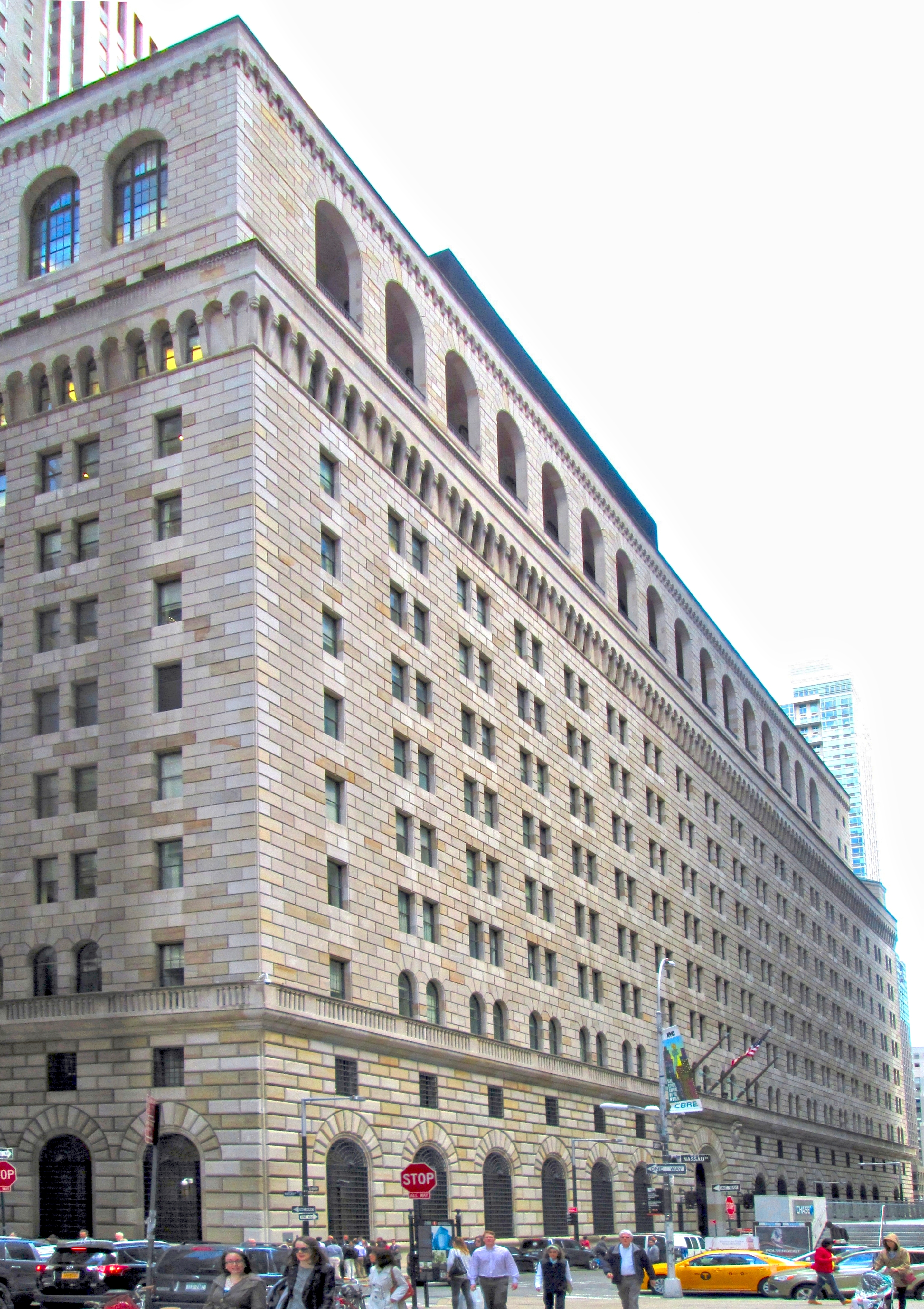
Фасад Будівля Федерального резервного банку Нью-Йорка, під яким на глибині 24 метрів від поверхні Мангеттену розташоване найбільше сховище золота в США

5 квітня 1933 року президент США Франклін Рузвельт в рамках політики «Нового курсу» підписав указ № 6102 про націоналізацію золота для стабілізації фінансової системи США під час Великої депресії, який забороняв приватне володіння золотом у США (крім певних винятків), вимагаючи від своїх громадян та юридичних осіб у межах континентальної частини здати державі золото у вигляді монет, зливків та сертифікатів вартістю понад $100 не пізніше 1 травня 1933 року за фіксованим курсом $20,67 за тройську унцію. За порушення указу передбачався штраф до 10 тис. дол. США або тюремне ув'язнення терміном до 10 років. 5 червня 1933 року спільною резолюцією Конгресу США скасовано всі золоті застереження в минулих й майбутніх контрактах. 31 січня 1934 року держава зменшила статутний вміст золота в доларі США до $35 за унцію. Для забезпечення безпечного зберігання більшої частини золотих резервів США, які значно збільшилися після виконання указу, у 1936 році побудовано скарбницю на території військової бази Форт-Нокс через його стратегічне розташування в глибині країни, тоді як решта наявних звільнених сховищ у прикордонних містах продовжили зберігати золото, яке переважно належало іноземним країнам та міжнародним організаціям. Золотий резерв США досяг свого піка після Другої світової війни, коли держава володіла майже ⅔ світових державних золотих запасів — понад 20 205 тонн. А у липні 1944 року за підсумками Бреттон-Вудської конференції за доларом США закріплено статус головної резервної валюти світу, до якої прив'язувалися інші національні валюти.
Протягом 1934–1971 років долар США залишався стабільним відносно золота на рівні $35 за унцію, але його вартість поступово знижувалася через інфляцію, бюджетний дефіцит, зростання грошової маси та боргів США, що ослабило довіру іноземних держав до надійності долара США та призвело до скорочення золотих резервів США. 15 серпня 1971 року президент США Річард Ніксон оголосив про повне припинення конвертації долара США в золото за фіксованим курсом, вартість валют стала визначатися ринковими факторами. У січні 1976 року країни-учасниці МВФ підписали угоду в Кінгстоні (Ямайка), яка остаточно оформила перехід до нової міжнародної валютної системи.

## Золотий паритет
(лат. paritas — рівність, рівноцінність)
1) зафіксований законом країни ваговий вміст чистого золота в національній грошовій одиниці. При золотому зверненні і необмеженому розміні паперових грошей на золото ціна золота в національних грошових одиницях відповідала ваговому золотому вмісту цієї одиниці. Наприклад, якщо золотий вміст долара США за законом 1934 становив 0,888 671 г чистого золота, то ціна однієї тройської унції (31,1035 г) чистого золота дорівнювала 35 дол.(долар) Ця ціна була офіційною на світовому капіталістичному ринку і в знецінених паперових дол.(долар) США (з 1972 = 38 дол.(долар)). Ін.(Древн) капіталістичні країни встановлювали золотий вміст своїх грошових одиниць, виходячи із зафіксованого законом і погодженого з Міжнародним валютним фондом (МВФ) офіційного курсу своєї грошової одиниці щодо долара США.
2) співвідношення двох грошових одиниць, обчислене на основі їх золотого вмісту, зафіксованого законом. У цьому значенні З. п. зазвичай замінює термін «паритетний курс», який показує кількість грошових одиниць іншої країни, що мають такий самий ваговий вміст чистого золота, який згідно із законом має грошова одиниця даної країни. Наприклад, фунт стерлінгів містить 2,13281 г чистого золота, а французький франк — 0,160 г, тобто у фунті стерлінгів в 13,33 разу більше чистого золота, ніж у франку. Тому паритетний курс між фунтом стерлінгів і франком становить: 1 ф. ст. (фунт стерлінгів) = 13,33 фр. (франк). При золотому стандарті курси валют коливалися довкола паритету в межах золотих точок. У валютній системі капіталізму, створеній після 2-ї світової війни 1939—1945 і регульованою статутом МВФ, курси валют могли відхилятися від паритету не більш як на 1 % в той чи інший бік. З початку 1972 МВФ розширив межі відхилення курсів від паритетів до ±2,25 %. Підтримка курсів валют в цих межах здійснюється центральними банками капіталістичних країн.[джерело?]

## Практика кам'яного забезпечення грошей (кам'яні монети острова Яп)
Мілтон Фрідман у своїй книзі «Грошове лихо: епізоди з історії грошей» («Money Mischief: Episodes in Monetary History») згадує про гігантські кам'яні монети з отвором посередині, які використовуються в якості грошей на осторі Яп (Каролінські острови, Мікронезія). «Монети» не переміщуються фізично, а при обміні мешканці острову лише усно передають права на них, тому Фрідман порівняв систему гігантських кам'яних грошей із золотим стандартом. Вперше кам'яні гроші острову Яп були описані американським антропологом Вільямом Генрі Фурнесом ІІІ (William Henry Furness III) у книзі «Острів кам'яних грошей» (The Island of Stone Money, 1910).[джерело?]